# Сказки русского леса
«Ска́зки ру́сского ле́са» — советский музыкальный телефильм. Премьера на Центральном телевидении состоялась в новогоднюю ночь с 31 декабря 1966 на 1 января 1967 года. Таким образом, фильм является сюжетным «Голубым огоньком», приуроченным к празднику Нового года.

## Сюжет
Самые яркие звёзды советского кино и эстрады в новогоднюю ночь 1967 года по независящим от них причинам оказались в лесу. Артисты не подозревают, что попали в ловушку: на них объявлена охота, стоят капканы, и всё это ради того, чтобы они приняли участие в праздничном концерте на лесной поляне.

## Участники фильма
В ролях
- Олег Анофриев — охотник
- Евгений Леонов — охотник
- Виктор Хохряков — лесничий
- Георгий Вицин — Трус
- Юрий Никулин — Балбес
- Евгений Моргунов — Бывалый
- Людмила Крылова — Белоснежка
- Мария Миронова — пассажирка такси
- Александр Менакер — пассажир такси
- Андрей Миронов — таксист
- Александр Хвыля — Дед Мороз
- Владимир Земляникин — эпизод

Артисты, выступившие в фильме
- Иван Любезнов
- Аркадий Райкин
- Марк Бернес
- Полад Бюльбюль оглы, Муслим Магомаев и Лариса Мондрус
- Майя Кристалинская
- Эдита Пьеха
- Владимир Шубарин
- Павел Рудаков и Станислав Лавров
- Елена Рябинкина и Владимир Романенко
- Ирина Гришкова и Виктор Рыжкин
- Владимир Мартьянов и Владимир Корзаков
- Элеонора Андреева, Евгений Кибкало и Николай Рубан
- Балет ГАБТа (главный балетмейстер — Юрий Григорович)
- Государственный русский народный хор (художественный руководитель — Валентин Левашов)
- Украинский ансамбль «Балет на льду» (художественный руководитель — Вахтанг Вронский)
- Национальный балет Дагомеи
- Ансамбль «Дружба»
- Квартет «Гая»

## Съёмочная группа
- Авторы сценария: Юрий Сааков, Нина Фомина
- Режиссёр-постановщик — Юрий Сааков
- Главный оператор — Константин Петриченко
- Главный художник — Евгений Свидетелев
- Музыкальное оформление — Владимир Чернышёв
- Звукооператор — Леонид Булгаков
- Художник-постановщик — Феликс Богуславский
- Монтажёр — Алла Абрамова